# Deborah Raji

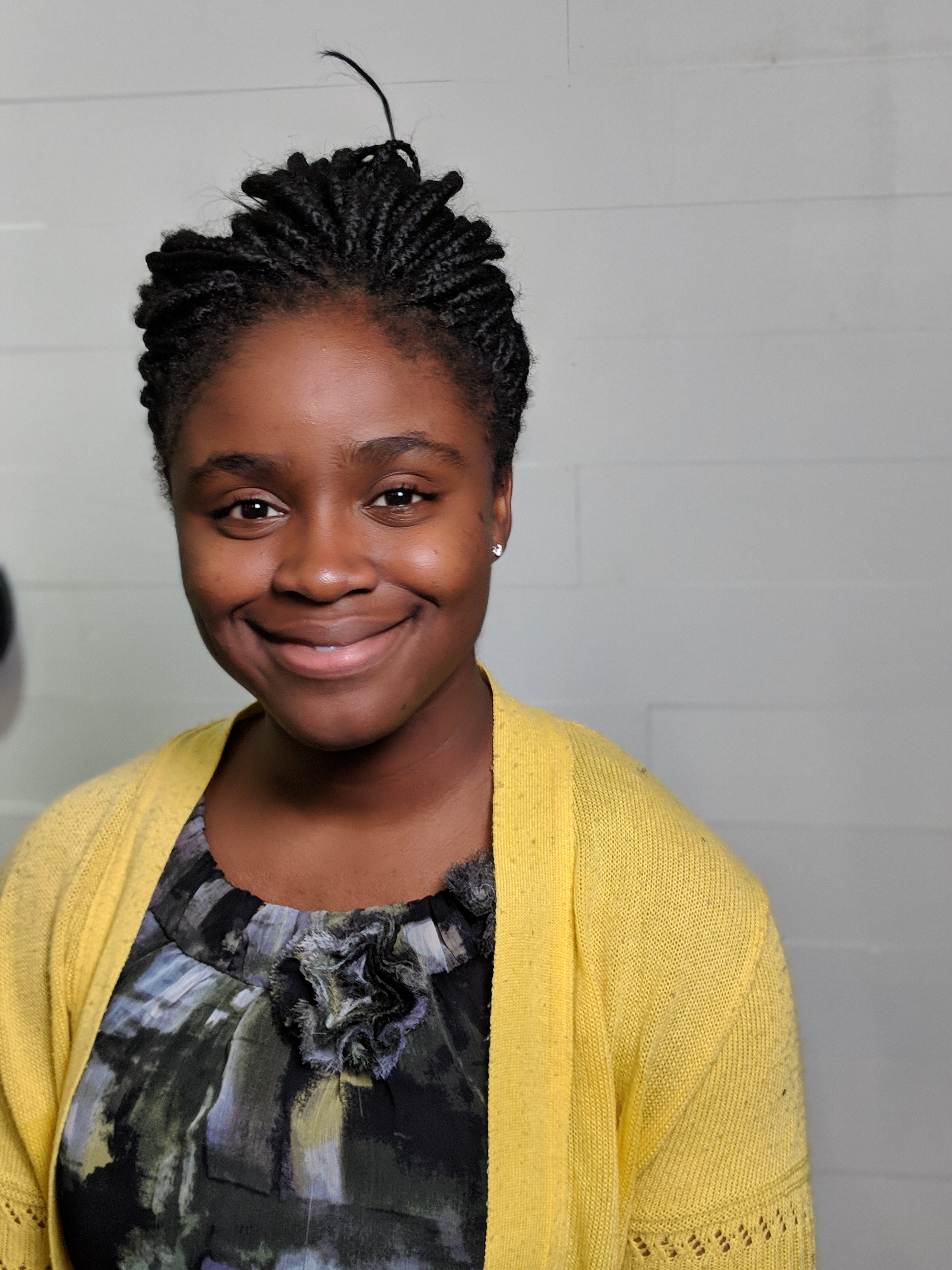
Inioluwa Deborah Raji

Inioluwa Deborah Raji (* in Port Harcourt, Nigeria) ist eine nigerianisch-kanadische Informatikerin und Aktivistin, die sich mit algorithmischer Verzerrung, Rechenschaftspflicht von KI und algorithmischem Auditing beschäftigt. Raji hat zuvor an der Erforschung geschlechtsspezifischer und rassistischer Vorurteile in der Gesichtserkennung gearbeitet. Sie hat mit dem Ethical AI Team von Google zusammengearbeitet. Sie  war Forschungsstipendiatin am AI Now Institute an der New York University, wo sie sich mit Ethikfragen in der Praxis des maschinellen Lernens beschäftigte. Als Fellow der Mozilla Foundation wurde sie von MIT Technology Review und Forbes als eine der besten jungen Innovatoren der Welt ausgezeichnet.

## Kindheit und Studium
Raji zog nach Mississauga, Kanada, als sie vier Jahre alt war. Später zog ihre Familie nach Ottawa. Sie studierte Ingenieurwissenschaften an der University of Toronto und schloss ihr Studium 2019 mit einem Bachelor ab. Im Jahr 2015 gründete sie Project Include, eine gemeinnützige Organisation, die Studenten in einkommensschwachen und zugewanderten Gemeinden im Großraum Toronto den Zugang zu Ingenieurausbildung, Mentoring und Ressourcen erleichtert.

## Karriere und Forschung
Raji arbeitete am MIT Media Lab und der Algorithmic Justice League, wo sie kommerzielle Gesichtserkennungstechnologien von Microsoft, Amazon, IBM, Face++ und Kairos untersuchte. Sie fanden heraus, dass diese Technologien bei dunkelhäutigen Frauen deutlich ungenauer waren als bei weißen Männern. Mit der Unterstützung anderer führender KI-Forscher und verstärktem öffentlichen Druck und Kampagnen führten ihre Arbeiten dazu, dass IBM und Amazon sich bereit erklärten, die Regulierung der Gesichtserkennung zu unterstützen und später den Verkauf ihrer Produkte an die Polizei für mindestens ein Jahr zu stoppen. Raji absolvierte auch ein Praktikum beim Start-up-Unternehmen Clarifai, wo sie an einem Computer-Vision-Modell zur Markierung von Bildern arbeitete.
Sie nahm an einem Forschungsmentorenprogramm bei Google teil und arbeitete mit dem Team für ethische KI an der Erstellung von Modellkarten, einem Dokumentationsrahmen für transparentere Berichte über Modelle für maschinelles Lernen. Außerdem war sie an der Entwicklung interner Prüfverfahren bei Google beteiligt. Ihre Beiträge bei Google wurden auf der AAAI-Konferenz und der ACM Conference on Fairness, Accountability and Transparency vorgestellt und veröffentlicht.
Im Jahr 2019 war Raji Sommer-Forschungsstipendiatin bei The Partnership on AI, wo sie an der Festlegung von Transparenzstandards für maschinelles Lernen und Benchmarking-Standards arbeitete. Raji war Tech Fellow am AI Now Institute und arbeitete an Algorithmen- und KI-Prüfungen. Derzeit ist sie Fellow bei der Mozilla Foundation und forscht im Bereich der algorithmischen Prüfung und Bewertung.
Rajis Arbeit über Verzerrungen in der Gesichtserkennung wurde in dem Dokumentarfilm Coded Bias (2020) unter der Regie von Shalini Kantayya beleuchtet.

### Auszeichnungen
- 2019 Venturebeat AI Innovations Award in der Kategorie AI for Good (erhalten mit Joy Buolamwini und Timnit Gebru)[20]
- 2020 MIT Technology Review Under 35 Innovator Auszeichnung[3]
- 2020 EFF Pioneer Award (erhalten mit Joy Buolamwini und Timnit Gebru)[21]
- 2021 Forbes 30 Under 30 Award in Unternehmenstechnologie[4]
- 2021 Ehrung der 100 brillanten Frauen in der Ethik-Hall of Fame der KI[22]